# Krîjanivka (Petrovirivka), Berezivka
Krîjanivka (în ucraineană Крижанівка) este un sat în comunei Petrovirivka din raionul Berezivka, regiunea Odesa, Ucraina.

## Demografie
Componența lingvistică a localității Jovtneve
     Ucraineană (97,56%)
     Rusă (2,44%)
Conform recensământului din 2001, majoritatea populației localității Jovtneve era vorbitoare de ucraineană (97,56%), existând în minoritate și vorbitori de rusă (2,44%).